# Aristolochia cordiflora
Aristolochia cordiflora là một loài thực vật có hoa trong họ Aristolochiaceae. Loài này được Mutis ex Kunth mô tả khoa học đầu tiên năm 1817.